# Асимптотична свобода
Асимптотична свобода — поняття квантової хромодинаміки, що означає зменшення взаємодії між кварками на малих віддалях, яке дозволяє трактувати їх у теорії, як вільні частинки.  

## Вступ
У фізиці елементарних частинок асимптотична свобода є властивістю деяких калібрувальних теорій, яка спричиняє асимптотичне послаблення зв’язків між частинками зі збільшенням енергії і зменшенням відстані між частинками.
Асимптотична свобода є характерною рисою квантової хромодинаміки (КХД), квантової теорії поля ядерної взаємодії між глюонами і кварками, основними складовими матерії. Кварки слабо взаємодіють при високих енергіях; і сильно при низьких, перешкоджаючи розв’язанню баріонів (таких як протони і нейтрони з трьох кварків) та мезоні (таких як піони з двох кварків), складових частинок матерії.

## Відкриття
Асимптотична свобода була описана і опублікована в 1973 році Франком Вільчеком і Девідом Гроссом  
, і незалежно від них Девідом Політцером 
у тому ж році. Всі троє отримали за це відкриття в 2004 році Нобелівську премію. Хоча ці автори були першими, хто зрозумів фізичну значимість асимптотичної свободи в сильних взаємодіях, у 1965 році В.С. Ваняшин і М.В. Терентьєв виявили асимптотичну свободу в КЕД, а в 1969 Хриплович в калібрувальній теорії SU(2). Герард 'т Гофт в 1972 році також помітив цей ефект, але не опублікував цього.
Відкриття асимптотичної свободи зіграло важливу роль у відновленні квантової теорії поля. До 1973 року багато фізиків-теоретиків підозрювали, що квантова теорія поля була неправильною, оскільки взаємодії стають нескінченно сильними на малих відстанях. Цю проблему часто називають полюсом Ландау, і вона визначає найменший масштаб, який здатна описати теорія. Це явище було виявлено в теорії поля взаємодіючих скалярів і спінорів, включно з квантовою електродинамікою. 
Взаємодії в теоріях з асимптотичною свободою стають слабкими на малих відстанях, і ці квантові поля вважаються повністю узгодженими для будь-яких масштабів.
В той час як Стандартна Модель не є повністю асимптотично вільною, на практиці полюс Ландау стає проблемою тільки при розгяді бозона Хіггса. Цей факт є важливим, оскільки квантова тривіальність може бути використана для пов’язання чи навіть передбачення параметрів, такі як маса бозона Хіггса. Інші взаємодії настільки слабкі, що будь-яка невідповідність може виникнути тільки на відстанях, менших від довжини Планка, де опис теорії поля може виявитися недостатнім в будь-якому випадку.

## Екранування і антиекранування

Charge screening in QED

Зміну фізичної константи зв’язку при зміні масштабу можна якісно зрозуміти виходячи з дії поля на віртуальні частинки, що несуть відповідний заряд. Поведінка полюса Ландау в КЕД є наслідком екранування віртуальних заряджених пар частинка-античастинка, таких як пари електрон-позитрон у вакуумі. У безпосередній близькості від заряду вакуум поляризується: віртуальні частинки протилежного заряду притягуються до заряду і віртуальні частинки з ідентичним зарядом відштовхуються. Це частково компенсує поле на скінченних відстанях. Наближаючись дедалі ближче до центрального заряду, частинка відчуває все менший вплив вакууму і ефективний заряд збільшується. 
У КХД те ж саме відбувається з віртуальними парами кварк-антикварк; вони екранізують колірний заряд. Проте, в КХД існує додатковий недолік: частинки-переносники взаємодії, глюони, самі несуть колірний заряд, і по-іншому , ніж в КЕД. Кожен глюон є носієм одночасно кольору і антикольору. Поляризація віртуальних глюонів не екранізує поле, а збільшує його і змінює його колір. Це часто називають антиекрануванням. При антиекрануванні ефективний заряд навпаки зменшується зі збільшенням відстані.

## Обчислення асимптотичної свободи
Асимптотична свобода може бути отримана шляхом обчислення бета-функції, яка описує зміну константи зв’язку теорії. При досить малих відстанях або великих змінах імпульсу асимптотично вільні теорії підлягають розрахункам теорії збурень за допомогою діаграм Фейнмана. Тому при малих відстанях простіше розрахувати асимптотичну свободу, ніж при великих. 
Обчислення бета-функції є питанням оцінки діаграм Фейнмана. По суті, бета-функція описує як змінюється константа зв'язку {\displaystyle x\rightarrow bx}.Розрахунок може бути здійснений за допомогою перемасштабування в координатному або імпульсному просторі. В неабелевих калібрувальних теоріях, таких як КХД, існування асимптотичної свободи залежить від калібрувальної групи і числа ароматів взаємодіючих частинок. Для найменшого нетривіального порядку, бета-функція в SU(N) калібрувальній теорії з {\displaystyle n_{f}} видів частинок таких як кварк має вигляд
{\displaystyle \beta _{1}(\alpha )={\alpha ^{2} \over \pi }\left(-{11N \over 6}+{n_{f} \over 3}\right)}
де {\displaystyle \alpha } – еквівалент константи Зоммерфельда, {\displaystyle g^{2}/(4\pi )} в одиницях звичних для фізики елементарних частинок. Якщо ця функція від’ємна, то теорія є асимтотично вільною. N=3 для SU(3), тоді умова, що {\displaystyle \beta _{1}<0} дає
{\displaystyle n_{f}<{33 \over 2}.}
Таким чином для  калібрувальної групи SU(3) колірного заряду в КХД, теорія є асимптотично вільною, якщо є 16 або менше ароматів кварків.
Крім КХД, асимптотичну свободу можна зустріти також в інших системах таких як нелінійна {\displaystyle \sigma }-модель в двох вимірах, в якої схожа структура як в  SU(N)-інваріантній теорії Янга-Міллса в чотирьох вимірах.
Також можна знайти теорії, які є асимптотично вільними і зводяться до Стандартної Моделі електромагнітної, слабкої і сильної взаємодій при низьких енергіях.